# Kostel svatého Václava (Machov)
Kostel svatého Václava je římskokatolický filiální kostel v Machově, patřící do farnosti Police nad Metují, dříve farní kostel farnosti sv. Václava v Machově. Je chráněn jako kulturní památka České republiky.

## Historie
Nejstarší písemná zmínka o kostele je z roku 1369, ale zřejmě byl farním již před rokem 1354. První budova kostela byla dřevěná, dřevěná zvonice k němu byla přistavěna kolem roku 1586. V roce 1670 byl dřevěný kostel stržen a na stejném místě byl postaven patrně přispěním Vavřince Piccolominiho kamenný kostel. Vnitřní i vnější omítky byly provedeny až roku 1720. V roce 1685 byly postavena nová samostatně stojící kamenná zvonice. Při jejím bourání v roce 1885 byl nad vchodem objeven základní kámen z původní dřevěné zvonice s nápisem "LETHA PANIE MDLXXXVI, TOTO DIELO GEST DIELANO PRZI SWATEM GANIE ZA RYCH(TA)RZE MATIEGE KVLHANKA:", který je nyní zazděn nad varhanami. Na vedlejším základním kameni z novější zvonice je nápis „LETHA PANIE 1685 WIEZZ TA KE CZTI A CHWALE S° WACLAWA W MIES. MACHOW DNE 3 ZARZI WYSTAWENA“. Věžička nad kněžištěm je z roku 1810. Hranolová věž je z roku 1885.

## Architektura
Jednolodní budova s trojboce uzavřeným presbytářem a sakristií na severní straně je zaklenuta valenou klenbou s výsečemi pro okna. Kostel je na vyvýšeném místě za náměstím, čelním portálem směřuje k západu. Je postaven ve stylu pozdní renesance.

## Interiér
Novorenesanční oltáře z roku 1899 jsou dílem sochařské firmy Petr Bušek a synové ze Sychrova. Hlavní oltář sv. Václava se svatostánkem s otáčecím vnitřek a s oltářním obrazem Viléma Kandlera z roku 1894. Vlevo je oltář sv. Benedikta, po straně sošky sv. Scholastiky a sv. Františky. Vpravo je oltář Bolestné P. Marie, po straně sošky sv. Jana Evangelisty a sv. Josefa. Křtitelnice je pískovcová, rokoková, se soškou na vrchní desce.
Křížová cesta je tvořena obrazy zdařile malovanými dle Führika, které byly zakoupen ve Vídni od firmy Zambach a Müler, umístěnými ve výklencích stěn kostela. Sochy v lodi kostela (sv. Václav, Jan Nepomucký, sv. Ludmila a Panna Maria růžencová) pocházejí od firmy Josef Runggaldier v Grödenu a jsou umístěny na výstupcích po obou stranách lodi kostela.

## Bohoslužby
Pravidelné bohoslužby se konají v neděli v 11.00 a ve středu v 16.30.